# Salineño North (Texas)
Salineño North es un lugar designado por el censo ubicado en el condado de Starr en el estado estadounidense de Texas. En el Censo de 2010 tenía una población de 115 habitantes y una densidad poblacional de 226,54 personas por km².

## Geografía
Salineño North se encuentra ubicado en las coordenadas 26°31′38″N 99°5′42″O / 26.52722, -99.09500. Según la Oficina del Censo de los Estados Unidos, Salineño North tiene una superficie total de 0.51 km², de la cual 0.51 km² corresponden a tierra firme y (0%) 0 km² es agua.

## Demografía
Según el censo de 2010, había 115 personas residiendo en Salineño North. La densidad de población era de 226,54 hab./km². De los 115 habitantes, Salineño North estaba compuesto por el 100% blancos, el 0% eran afroamericanos, el 0% eran amerindios, el 0% eran asiáticos, el 0% eran isleños del Pacífico, el 0% eran de otras razas y el 0% pertenecían a dos o más razas. Del total de la población el 97.39% eran hispanos o latinos de cualquier raza.